# Jean-Louis Mons
Jean-Louis Mons est un homme politique français, né le 7 novembre 1942 à Clermont-Ferrand et mort le 6 janvier 2017 à Nîmes, ancien président du conseil général de la Seine-Saint-Denis et maire de Noisy-le-Sec.

## Biographie
Originaire de Nîmes et professeur de mathématique au CET de Noisy-le-Sec, conseiller général du canton de Noisy-le-Sec de 1976 à 2001, il a présidé le conseil général de la Seine-Saint-Denis pendant trois ans, alors que Georges Valbon présidait Charbonnages de France. Élu maire de Noisy-le-Sec en mars 1995 après le décès de Roger Gouhier, il est reconduit après les élections municipales de juin 1995 et de mars 2001, mais ces dernières sont invalidées et son parti perd l'élection partielle qui s'ensuit au profit de la liste de droite menée par Nicole Rivoire. Il se retire ensuite à Nîmes.
À la suite de l'exclusion de Jean-Claude Gayssot, il rend sa carte du PCF en avril 2010, puis il rejoint le MUP de Robert Hue en avril 2011.

## Synthèse des mandats
- Président du conseil général de la Seine-Saint-Denis : 1982- 1985
- Conseiller général du canton de Noisy-le-Sec : 1976- 2001
- Maire de Noisy-le-Sec : 1995-2002